# Municipio de Elk (condado de Buena Vista)
El municipio de Elk (en inglés: Elk Township) es un municipio ubicado en el condado de Buena Vista en el estado estadounidense de Iowa. En el año 2010 tenía una población de 194 habitantes y una densidad poblacional de 2,07 personas por km².

## Geografía
El municipio de Elk se encuentra ubicado en las coordenadas 42°47′5″N 95°19′7″O / 42.78472, -95.31861. Según la Oficina del Censo de los Estados Unidos, el municipio tiene una superficie total de 93.84 km², de la cual 93,83 km² corresponden a tierra firme y (0,01 %) 0,01 km² es agua.

## Demografía
Según el censo de 2010, había 194 personas residiendo en el municipio de Elk. La densidad de población era de 2,07 hab./km². De los 194 habitantes, el municipio de Elk estaba compuesto por el 96,39 % blancos, el 3,61 % eran de otras razas. Del total de la población el 9,28 % eran hispanos o latinos de cualquier raza.